# Eric Rylberg
Eric Søe Rylberg (født Weldum 8. januar 1957 i Randers) er en dansk erhvervsleder.
Rylberg blev cand.oecon. fra Aarhus Universitet i 1981, og supplerede i 1985 med en HD i regnskabsvæsen og i 1993 med en mastergrad i Business Administration. 
I 1981 blev han ansat som konsulent i LEC. I 1983 blev han direktionssekretær, senere edb-chef og senere økonomi- og produktionsdirektør i Ascan Scandia, og i 1988 økonomidirektør i KEW Industri. To år senere blev han koncerndirektør i Incentive A/S, og i 1996 administrerende direktør for Jacob Holm & Sønner.
Han kom til ISS i 1997 som finansdirektør, avancerede til vicekoncernchef allerede to år efter, og blev 15. august 2000 udnævnt til koncernchef. I 2006 forlod han ISS til fordel for en stilling som direktør i ejendomsselskabet Keops. Her stoppede han i oktober 2007.
Rylberg var direktør i Saxo Bank fra 2008 til 2012. I 2013 blev han udnævnt adm. direktør for IS (det tidl. Institut for Selskabsledelse) hvor han også er bestyrelsesmedlem. Eric var inden da bestyrelsesformand i IS fra 2012 til 2013.
|  | Artiklen om Eric Rylberg kan blive bedre, hvis der indsættes et (bedre) billede Du kan hjælpe ved at afsøge Wikimedia Commons for et passende billede eller uploade et godt billede til Wikimedia Commons iht. de tilladte licenser og indsætte det i artiklen. |